# Emilie Schindler
Emilie Schindler (Alt Moletein, 22. listopada 1907. – Berlin, 5. listopada 2001.) je bila humanitarka koja je zajedno sa svojim suprugom Oskarom spasila preko 1.000 Židova u Drugom svjetskom ratu. Taj posao bio je inspiracija za knjigu Schindlerova arka i za film po knjizi Schindlerova lista.
Rođena je kao Emilie Pelzl u austrijskom (danas češkom) selu Alt Moletein 22. listopada 1907. Za Oskara se udala 1928. godine. Od njega je otišla 1957., a unatoč tome što se nisu razveli, više se nikad nisu sreli. 
Emilie Schindler umrla je 5. listopada 2001. u berlinskoj bolnici od posljedica srčanog udara u 93. godini života. 
Na kraju filma Schindlerova lista, prava Emilie Schindler polaže kamen na grob svoga supruga, zajedno s mnogim Schindlerovim židovima.

## Vanjske poveznice
- - Priča Emilie Schindler  Arhivirana inačica izvorne stranice od 6. siječnja 2007. (Wayback Machine)
- Emilie Schindler - Yad Vashem website (engl.)